# Jean Errecaldé
Jean Errecaldé (* 10. Januar 1893 in Bègles; † 22. April 1950 in Nogent-sur-Seine) war ein französischer Autorennfahrer. 

## Karriere als Rennfahrer
Jean Errecaldé war 1926 bei zwei 24-Stunden-Rennen am Start. Im Juni fuhr er gemeinsam mit André Galoisy einen Werks-Corre-La Licorne V16 10CV Sport beim 24-Stunden-Rennen von Le Mans an die zehnte Stelle der Gesamtwertung. Wenige Wochen später ging das Duo mit demselben Wagen auch beim 24-Stunden-Rennen von Spa-Francorchamps ins Rennen und wurde Sechzehnter der Schlusswertung.
Für das Jahr 1931 ist seine Teilnahme am 6-Stunden-Rennen von Routes Pavées auf dem Circuit Pont-à-Marcq dokumentiert. Dort klassierte er sich wiederum auf einem Corre-La Licorne auf dem 20. Rang. 

## Statistik

### Le-Mans-Ergebnisse
| Jahr | Team                                    | Fahrzeug                        | Teamkollege   | Platzierung | Ausfallgrund |
| ---- | --------------------------------------- | ------------------------------- | ------------- | ----------- | ------------ |
| 1926 | Société Française des Automobiles Corre | Corre-La Licorne V16 10CV Sport | André Galoisy | Rang 10     |              |